# Bundesautobahn 672

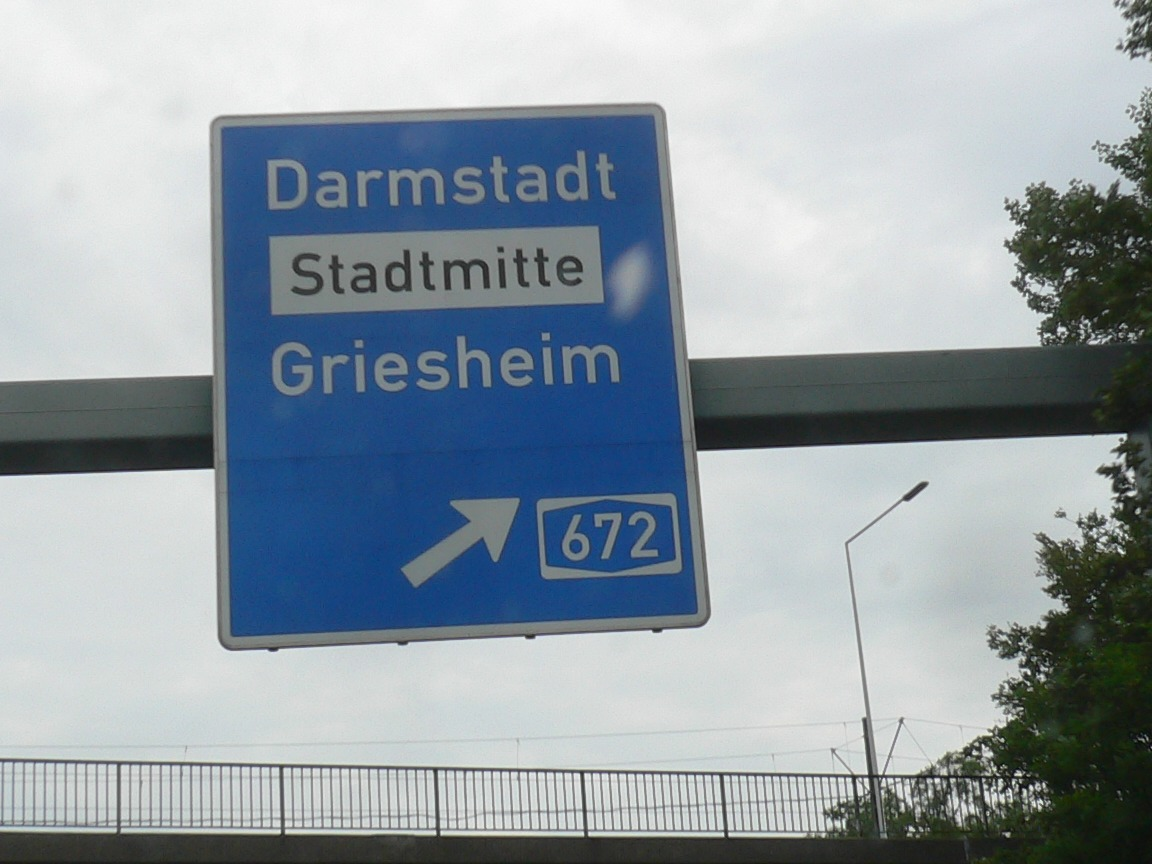
Abfahrtsschild der A 672 von der A 5 bei Darmstadt

Bundesautobahn 672 (em português: Auto-estrada Federal 672) ou A 672, é uma auto-estrada na Alemanha.
A Bundesautobahn 672 tem 3 km de comprimento.

## Estados
Estados percorridos por esta auto-estrada:
- Hessen